# Judas (sang)
 For alternative betydninger, se Judas. (Se også artikler, som begynder med Judas)
Judas er anden single fra den amerikanske sangerinde Lady Gagas andet studiealbum, Born This Way. Sangen er skrevet af Lady Gaga og RedOne, og blev frigivet på verdensplan i 15. april 2011.

## Hitliste
| Hitliste (2011)                  | Højeste placering |
| -------------------------------- | ----------------- |
| Australian Singles Chart         | 6                 |
| Austrian Singles Chart           | 6                 |
| Belgian Singles Chart (Flanders) | 6                 |
| Belgian Singles Chart (Wallonia) | 4                 |
| Canadian Hot 100                 | 8                 |
| Czech Airplay Chart              | 10                |
| Danish Singles Chart             | 10                |
| Dutch Top 40                     | 24                |
| Finnish Singles Chart            | 3                 |
| French Singles Chart             | 6                 |
| German Singles Chart             | 23                |
| Hungarian Singles Chart          | 3                 |
| Irish Singles Chart              | 4                 |
| Italian Singles Chart            | 3                 |
| Japan Hot 100                    | 3                 |
| New Zealand Singles Chart        | 12                |
| Norwegian Singles Chart          | 3                 |
| Scottish Singles Chart           | 5                 |
| Slovak Airplay Chart             | 4                 |
| South Korean Gaon Chart          | 1                 |
| Spanish Singles Chart            | 6                 |
| Swedish Singles Chart            | 7                 |
| Swiss Singles Chart              | 8                 |
| UK Singles Chart                 | 8                 |
| US Billboard Hot 100             | 10                |
| US Adult Pop Songs               | 40                |
| US Hot Dance Club Songs          | 1                 |
| US Latin Pop Songs               | 22                |
| US Pop Songs                     | 15                |